# Sisicottus panopeus
Sisicottus panopeus là một loài nhện trong họ Linyphiidae.
Loài này thuộc chi Sisicottus. Sisicottus panopeus được František Miller miêu tả năm 1999.